# Brouwerij Saku
Brouwerij Saku (Saku Õlletehas) is een Estische brouwerij te Saku.

## Geschiedenis
Na de afschaffing van de slavernij in de provincie Estland in 1816 begonnen landeigenaars industriële bedrijven op hun landgoederen te vestigen. Brouwerij Saku werd opgericht in 1820 door de Duitse graaf en landeigenaar Karl Friedlich Rehbinder en in oktober datzelfde jaar werd het eerste Sakubier gebrouwen. Het landgoed en de brouwerij kwam in 1849 in handen van de familie Baggo, die de productie uitbreidden. In 1876 bouwde Valerian Baggo een nieuwe brouwerij werkend op stoom ter vervanging van de kleine brouwerij op het landgoed. Einde achttiende en begin negentiende eeuw werden er extra investeerders aangetrokken en nadat in 1911 de concurrerende brouwerij Revalia in Tallinn de deuren sloot, kreeg Brouwerij Saku het monopolie in Tallinn en de provincie Harjumaa. In 1914 werd door de Eerste Wereldoorlog de brouwactiviteiten gestopt en pas hervat in 1921. In 1940 werd door de Sovjetbezetting de brouwerij genationaliseerd. Na de val van het communisme in 1989 en de onafhankelijkheid van Estland kwam in 1991 de brouwerij in handen van de Baltic Beverages Holding (BBH), die 75% van de aandelen in handen kreeg. De brouwerij werd gemoderniseerd en in 1993 kwam het nieuwe bier Saku Originaal op de markt. Sinds 2008 maakt BBH deel uit van de Deense Carlsberg Group.

## Producten

### Bieren
- Saku
- Pühadeporter
- Karl Friedrich
- Rock
- Humal ja Oder
- Taurus
- Presidendi 8

### Andere dranken
- Mõdu
- Kiss (cider)
- Somersby
- Saku GN Long Drink
- Sinebrychoff
- Garage
- Saku Kali (Kvas)
- Vichy (water & softdrink)
- Nabeghlavi (mineraalwater)
- Battery (energiedrank)
- Super Manki (energiedrank)